# UnixWare
UnixWare je Unixový operační systém od firmy UNIVEL, založené v roce 1992. Tento operační systém je schopný současně využívat vlastnosti dvou operačních systémů, a to Unix a NetWare.
UnixWare je systém založený na UNIX System V, který byl s oblibou využíván vládou a v průmyslu. Oproti tomu existuje ještě systém odvozený od BSD, který byl zase častěji využíván v akademickém světě. Spojením verzí UNIX System V a BSD vznikla před několika lety verze s názvem System V verze 4.

## Historie

### Univel (1991–1993)
Po SVR4 byla snaha o sloučení systémů SunOS a System V. Unix System laboratoře (USL) firmy AT&T vytvořily se společností Novell partnerství Univel za účelem rozvoje PC verze Unixu s kódovým označením Destiny.
Destiny vycházelo z jádra Unix System V verze 4.2. Pro grafické rozhraní byl použit toolkit MoOLIT, který umožňoval uživateli volit mezi vzhledem a chováním typu OPEN LOOK nebo Motif. Aby se systém stal na PC stabilnějším, byl souborový systém UFS používaný v SVR4 nahrazen žurnálovacím systémem souborů Veritas VXFS.
Destiny byl vydán v roce 1992 jako UnixWare 1.0 ve dvou verzích – Personal edition, která zahrnovala Novell IPX sítě ale ne TCP/IP a Advanced Server, která zahrnovala i TCP/IP a další serverový software. Personal edition byla limitována dvěma aktivními uživateli, zatímco druhá verze zahrnovala neomezenou uživatelskou licenci. Prodáno bylo okolo 35 000 kopií UnixWare 1.0.
V roce 1993 koupil Novell USL od AT&T a spojil Univel a USL do nové Unix System Group.

### Novell (1993–1995)
V roce 1994 vydal Novell UnixWare 1.1, který zahrnoval TCP/IP v obou verzích. Knihovny MOTIF 1.2 byly součástí pro shodu s COSE (Common Open Software Environment). Software NUC (NetWare Unix Client) byl zahrnut pro integraci se servery Novell NetWare. Aplikace Advanced Merge byla instalována v obou verzích ke spuštění aplikací DOS a Windows 3.1.
Novell později vydal opravné verze 1.1.1, 1.1.2, 1.1.3 až 1.1.4, která byla vydaná 19. června 1995.
UnixWare 2.0, založený na jádře Unix System V verze 4.2MP, který přidal podporu pro více procesorů, začal být dodáván do OEM a vývojářům v prosinci 1994 a na spotřebitelský trh v březnu 1995. Obě verze podporovaly duální procesorové systémy, s možností nákupu „extra processor upgrade“ licence pro serverovou verzi. Podporované víceprocesorové systémy zahrnovaly standard Intel MP 1.1 symetrických víceprocesorových strojů a Corollary C-bus systémy. Systémy podporovaly síťové drivery NetWare ODI se snahou zvýšit počet podporovaných síťových rozhraní. Další nové vlastnosti verze zahrnovaly knihovnu POSIX Threads navíc ke starší knihovně UI Threads.

### Santa Cruz Operation (1995–2001)
V roce 1995 Santa Cruz Operation (SCO) získala UnixWare od Novellu. Přesné podmínky této transakce byly sporné, soud následně rozhodl, že si Novell udržel vlastnictví Unixu.
Když byl převod zveřejněn, SCO oznámila, že bude usilovat o sloučení UnixWare s jejím OpenServerem SVR3.2 založeném na OS, avšak první verze UnixWare od SCO byla verze 2.1 v roce 1996. Při vydání UnixWare 2.1 bylo oznámeno, že zamýšlené UnixWare/OpenServer sloučení bylo známé jako projekt Gemini, který bude dostupný v roce 1997 a 64bitová verze UnixWare byla vyvíjena do roku 1998.
Kontroverzní změnou bylo přijetí OpenServeru jako uživatelské licenční politiky. Univel a Novell verze UnixWare povolovaly 2 uživatele v personal edition a neomezené množství uživatelů v server edition. S UnixWare 2.1 server edition zahrnovala licence maximálně 5 uživatelů. Zákazníci, kteří by chtěli více uživatelů, si mohli koupit 10, 25, 100, 500 či neomezené rozšíření uživatelské licence.
SCO vydala 3 updaty k UnixWare 2.1. UnixWare 2.1.1, vydaný roku 1996, dostal označení Unix 95. UnixWare 2.1.2 a 2.1.3, dostupné roku 1998, byly převážně verzemi opravujícími závažné chyby.
V roce 1998 firma Compaq vydala balíček známý jako Integrity XC skládající se ze single-system image (SSI) clusterů ze serverů Proliant s verzí UnixWare 2.1 a UnixWare NonStop clusterů.
První výsledky projektu Geminy se staly dostupnými na počátku roku 1998 jako UnixWare 7. SCO pojmenovala verzi jádra Unix Systém V verze 5. Systém byl převážně založen na UnixWare 2.1, s rozšířeními pro kompatibilitu ovladačů s OpenServerem, umožňujícím použití síťových driverů OpenServeru. Systémové administrační nástroje OpenServeru, scoadmin, nahradily původní UnixWare sysadmin nástroje. Mezi hlavní nové vlastnosti UnixWare 7 patří multi-path I/O, velké soubory a souborové systémy a podpora pro velké paměťové systémy.
Překvapující vlastností UnixWare 7 bylo, že zde chyběla vlastnost kompatibility Xenix obou jeho předchůdců. To bylo z licenčních důvodů, aby se vyhnuli placení Microsoftu za kód, který měli zahrnutý v SVR3.2.
V roce 1999 SCO vydala UnixWare 7.1 update, který zvyšoval počet verzí; Business edition – 5 uživatelů, Department edition – 25 uživatelů a Enterprise edition – 50 uživatelů, nahradily dřívější personal a server edition. Aplikace WebTop z Tarantelly byla zahrnuta.
V roce 2000 SCO vydala UnixWare 7.1.1 update. Zároveň byl vydán balíček UnixWare NonStop clustery 7.1.1 + IP single-system image cluster. Nový balíček povoloval užívat PC stejně dobře jako patentovaný hardware Compaq, podporovaný dřívějším produktem Integrity XC, a byl přímo dostupný z SCO.
V roce 2001 SCO prodala jejich Serverový software a divizi služeb spolu s právy k produktům UnixWare a Open Serveru společnosti Caldera.

### Caldera/SCO/The SCO Group (2001–současnost)
V roce 2001 koupila Caldera Systems divize server a služby společnosti The Santa Cruz Operation včetně produktových řad obou produktů - Open Serveru a UnixWare. Caldera zároveň změnila jméno společnosti na SCO a pak, po rozšíření jejich produktové řady o mobilní produkty a služby, změnila jméno na The SCO Group. Prvotní vydání UnixWare od Caldery bylo přejmenováno na OpenUNIX 8. Toto vydání by bylo původně UnixWare 7.1.2. Později se SCO vrátilo k původnímu označení UnixWare a číslování verzí a byly vydány UnixWare 7.1.3 a 7.1.4. Žádné další verze OpenUNIX nebyly dostupné a OpenUNIX 8.1.2 nebyl nikdy vydán. The SCO Group UnixWare nadále udržuje, vydává pravidelně aktualizace a zajišťuje podporu.

## Typy systému UnixWare
Operační systém UnixWare lze rozdělit do dvou skupin:
- Personal Edition
- Application Server

### Personal Edition
Personal Edition se zařazuje do grafického jednouživatelského systému, který lze využívat pro:
- samostatnou pracovní stanici
- klienta v distribuovaném prostředí

Služby, které poskytuje Personal Edition uživateli:
- multitaskingové spouštění unixových a DOSových aplikací
  - výhody:
    - lze přejít kdykoliv k jinému programu aniž by se předešlá práce musela ukončit
    - jednotlivé programy mohou spolupracovat

  - nevýhody:
    - pokud je systém špatně sestaven, může negativně ovlivnit program, který právě běží
    - může dojít k zahlcení systému
    - systém má také velké nároky na hardware počítače
- přístup ke zdroji NetWare

### Application Server
Na rozdíl od Personal Edition je Application Server síťově orientovaný víceuživatelský systém, který je složen z prostředků Personal Edition a na víc je rozšířen o:
- podporu pro TCP/IP a NFS
- podporu pro nainstalování Personal Edition nebo Application Server na jiném počítači přes síť